# Ciclismo nos Jogos Pan-Americanos de 2023
As competições de ciclismo nos Jogos Pan-Americanos de 2023, em Santiago, foram realizadas em cinco sedes ao redor da capital chilena: as provas de BMX corrida foram realizadas na Pista de BMX em Peñalolén, enquanto a Esplanada de Esportes Urbanos sediou os eventos de BMX estilo livre; por sua vez, os arredores do Estádio San Carlos de Apoquindo sediou as provas de mountain bike, com as ruas da Isla de Maipo e de Santiago compondo os percursos do ciclismo de estrada. Por fim, o Velódromo recebeu as provas de ciclismo de pista.
Foram realizados 22 eventos: quatro no BMX, dois no mountain bike, quatro na estrada e doze no ciclismo de pista.

## Qualificação
Um total de 283 ciclistas (142 homens e 141 mulheres) poderiam se classificar para competir, sendo 187 na estrada/pista, 36 no mountain bike e 60 no BMX. Vários torneios e rankings foram utilizados para determinar os qualificados. Um CON poderia inscrever até 34 atletas, sendo quatro no mountain bike (dois por gênero), seis no BMX (três por gênero), 18 na pista (nove por gênero) e seis na estrada (três por gênero). O Chile, como país-sede, recebeu automaticamente o número máximo de 34 vagas.

## Nações participantes
Até junho de 2023, um total de 17 CONs tiveram atletas qualificados as competições de ciclismo.
- ARG Argentina (6)
- ARU Aruba (1)
- BOL Bolívia (3)
- BRA Brasil (6)
- CAN Canadá (4)
- CHI Chile (35)
- COL Colômbia (29)
- CRC Costa Rica (4)
- CUB Cuba (1)
- EAI Equipe de Atletas Independentes (3)
- ECU Equador (4)
- USA Estados Unidos (4)
- MEX México (1)
- PAR Paraguai (1)
- PER Peru (2)
- DOM República Dominicana (1)
- VEN Venezuela (2)

## Medalhistas

### BMX
Masculino
| Evento                | Ouro                             | Prata                           | Bronze                      |
| --------------------- | -------------------------------- | ------------------------------- | --------------------------- |
| Corrida detalhes      | Kamren Larsen USA Estados Unidos | Cameron Wood USA Estados Unidos | Carlos Ramírez COL Colômbia |
| Estilo livre detalhes | José Torres Gil ARG Argentina    | José Manuel Cedano CHI Chile    | Gustavo Oliveira BRA Brasil |

Feminino
| Evento                | Ouro                              | Prata                    | Bronze                       |
| --------------------- | --------------------------------- | ------------------------ | ---------------------------- |
| Corrida detalhes      | Mariana Pajón COL Colômbia        | Molly Simpson CAN Canadá | Gabriela Bolle COL Colômbia  |
| Estilo livre detalhes | Hannah Roberts USA Estados Unidos | Macarena Pérez CHI Chile | Katherine Díaz VEN Venezuela |

### Estrada
Masculino
| Evento                      | Ouro                         | Prata                           | Bronze                    |
| --------------------------- | ---------------------------- | ------------------------------- | ------------------------- |
| Corrida em estrada detalhes | Jhonatan Narváez ECU Equador | Eduardo Sepúlveda ARG Argentina | Eric Fagúndez URU Uruguai |
| Contra o relógio detalhes   | Walter Vargas COL Colômbia   | Richard Carapaz ECU Equador     | Conor White BER Bermudas  |

Feminino
| Evento                      | Ouro                                | Prata                    | Bronze                            |
| --------------------------- | ----------------------------------- | ------------------------ | --------------------------------- |
| Corrida em estrada detalhes | Lauren Stephens USA Estados Unidos  | Miryam Núñez ECU Equador | Agua Marina Espínola PAR Paraguai |
| Contra o relógio detalhes   | Kristen Faulkner USA Estados Unidos | Arlenis Sierra CUB Cuba  | Aranza Villalón CHI Chile         |

### Mountain bike
| Evento                           | Ouro                        | Prata                       | Bronze                          |
| -------------------------------- | --------------------------- | --------------------------- | ------------------------------- |
| Cross-country masculino detalhes | Gunnar Holmgren CAN Canadá  | Martín Vidaurre CHI Chile   | José Gabriel Almeida BRA Brasil |
| Cross-country feminino detalhes  | Jennifer Jackson CAN Canadá | Catalina Vidaurre CHI Chile | Raiza Goulão BRA Brasil         |

### Pista
Masculino
| Evento                           | Ouro                                                                                       | Prata                                                                    | Bronze                                                                                  |
| -------------------------------- | ------------------------------------------------------------------------------------------ | ------------------------------------------------------------------------ | --------------------------------------------------------------------------------------- |
| Perseguição por equipes detalhes | Carson Mattern Christopher Ernst Michael Foley Sean Richardson Campbell Parrish CAN Canadá | Brayan Sánchez Jordan Parra Juan Esteban Arango Nelson Soto COL Colômbia | Brendan Rhim Colby Lange David Domonoske Grant Koontz Anders Johnson USA Estados Unidos |
| Velocidade individual detalhes   | Nicholas Paul TTO Trinidad e Tobago                                                        | Jair Tjon En Fa SUR Suriname                                             | Kevin Quintero COL Colômbia                                                             |
| Velocidade por equipes detalhes  | Tyler Rorke Nick Wammes James Hedgecock CAN Canadá                                         | Carlos Echeverri Rubén Murillo Kevin Quintero COL Colômbia               | Jafet López Juan Ruiz Terán Edgar Verdugo MEX México                                    |
| Keirin detalhes                  | Kevin Quintero COL Colômbia                                                                | Nicholas Paul TTO Trinidad e Tobago                                      | Juan Ruiz Terán MEX México                                                              |
| Omnium detalhes                  | Hugo Ruiz PER Peru                                                                         | Ricardo Peña MEX México                                                  | Jacob Decar CHI Chile                                                                   |
| Madison detalhes                 | Fernando Nava Ricardo Peña Salas MEX México                                                | Jordan Parra Juan Esteban Arango COL Colômbia                            | Colby Lange Grant Koontz USA Estados Unidos                                             |

Feminino
| Evento                           | Ouro                                                            | Prata                                                                    | Bronze                                                               |
| -------------------------------- | --------------------------------------------------------------- | ------------------------------------------------------------------------ | -------------------------------------------------------------------- |
| Perseguição por equipes detalhes | Devaney Collier Fiona Majendie Kiara Lykyk Ruby West CAN Canadá | Lizbeth Salazar María Gaxiola Victoria Velasco Yareli Acevedo MEX México | Andrea Alzate Juliana Londoño Lina Rojas Lina Hernández COL Colômbia |
| Velocidade individual detalhes   | Martha Bayona COL Colômbia                                      | Yuli Verdugo MEX México                                                  | Mandy Marquardt USA Estados Unidos                                   |
| Velocidade por equipes detalhes  | Jessica Salazar Yuli Verdugo Daniela Gaxiola MEX México         | Keely Ainslie Kayla Hankins Mandy Marquardt USA Estados Unidos           | Emy Savard Sarah Orban Jackie Boyle CAN Canadá                       |
| Keirin detalhes                  | Martha Bayona COL Colômbia                                      | Daniela Gaxiola MEX México                                               | Dahlia Palmer JAM Jamaica                                            |
| Omnium detalhes                  | Yareli Acevedo MEX México                                       | Lina Hernández COL Colômbia                                              | Catalina Soto CHI Chile                                              |
| Madison detalhes                 | Lina Rojas Lina Hernández COL Colômbia                          | Lizbeth Salazar María Gaxiola MEX México                                 | Chloe Patrick Colleen Gulick USA Estados Unidos                      |

## Quadro de medalhas
| Ordem | País                  | Medalha de ouro | Medalha de prata | Medalha de bronze |    |
| ----- | --------------------- | --------------- | ---------------- | ----------------- | -- |
| 1     | COL Colômbia          | 6               | 4                | 4                 | 14 |
| 2     | CAN Canadá            | 5               | 1                | 1                 | 7  |
| 3     | USA Estados Unidos    | 4               | 2                | 4                 | 10 |
| 4     | MEX México            | 3               | 5                | 2                 | 10 |
| 5     | ECU Equador           | 1               | 2                |                   | 3  |
| 6     | ARG Argentina         | 1               | 1                |                   | 2  |
|       | TTO Trinidad e Tobago | 1               | 1                |                   | 2  |
| 8     | PER Peru              | 1               |                  |                   | 1  |
| 9     | CHI Chile             |                 | 4                | 3                 | 7  |
| 10    | CUB Cuba              |                 | 1                |                   | 1  |
|       | SUR Suriname          |                 | 1                |                   | 1  |
| 12    | BRA Brasil            |                 |                  | 3                 | 3  |
| 13    | BER Bermudas          |                 |                  | 1                 | 1  |
|       | JAM Jamaica           |                 |                  | 1                 | 1  |
|       | PAR Paraguai          |                 |                  | 1                 | 1  |
|       | URU Uruguai           |                 |                  | 1                 | 1  |
|       | VEN Venezuela         |                 |                  | 1                 | 1  |
| TOTAL | TOTAL                 | 22              | 22               | 22                | 66 |